# Martin Ziermann
Martin Ziermann (* 26. Juni 1955 in Preetz; † 17. Juni 2025) war ein deutscher Bauforscher und Hochschullehrer.

## Werdegang
Martin Ziermann studierte an der Universität Hannover Architektur und Vor- und Frühgeschichte sowie Islamische Kunst und Archäologie an der School of Oriental and African Studies in London. 1982 schloss er als Diplom-Ingenieur in Hannover sein Studium zunächst ab. Von 1982 bis 1984 lehrte er als Akademischer Rat an der TU München. 1990 erfolgte in Hannover mit der Dissertation Elephantine. Befestigungsanlagen und Stadtentwicklung in der Frühzeit und im frühen Alten Reich die Promotion. Zwischen 1992 und 1995 erforschte Ziermann als Stipendiat der Deutschen Forschungsgemeinschaft oberägyptische Städte des 3. Jahrtausends v. Chr. und habilitierte sich mit der Arbeit Aspekte zur ägyptischen Stadt im 3. Jahrtausend v. Chr. Naturräumliche, städtebauliche und gebäudeplanerische Strukturen der Frühzeit und des alten Reiches anhand der archäologischen Baubefunde, wiederum in Hannover. Von 1995 bis 1998 war er Oberassistent an der TU Dresden. 1999 arbeitete er für die Arbeitsgemeinschaft für Bau- und Bodenbewertung und nahm 2001 einen Lehrauftrag an der Universität Mainz war. Seit 2002 war er Honorarprofessor an der Universität zu Köln.
Martin Ziermann leitete mehrere Grabungskampagnen in Elephantine. Er forschte zur antiken, mittelalterlichen und modernen Siedlungsgeschichte und Architektur in Europa, Afrika sowie dem Nahen und Mittleren Osten Asiens sowie der Geschichte und Didaktik des Ingenieurwesens.
Martin Ziermann starb wenige Tage vor seinem 70. Geburtstag.

## Schriften
- Elephantine. Befestigungsanlagen und Stadtentwicklung in der Frühzeit und im Alten Reich, Harrassowitz, Wiesbaden 1993, ISBN 3-8053-1312-8 (Elephantine, Band 16; Archäologische Veröffentlichungen, Band 87)
- Elephantine. Die Baustrukturen der älteren Stadt (Frühzeit und Altes Reich). Grabungen in der Nordoststadt (11.–16. Kampagne) 1982–1986, von Zabern, Mainz 2003, ISBN 3-8053-2973-3 (Elephantine, Band 28; Archäologische Veröffentlichungen, Band 108)